# Heroina
Heroina, diacetylomorfina, diamorfina – organiczny związek chemiczny, półsyntetyczny opioid (diacetylowana pochodna morfiny). W postaci czystej heroina jest białą, sypką, bezwonną substancją o gorzkim smaku i temperaturze topnienia 173 °C. Po raz pierwszy heroina została zsyntetyzowana w 1874 r. poprzez acetylację morfiny – opiatu występującego w opium mleczka makowego i suszonej słomie makowej (makówka + ok. 15 cm łodygi), pochodzących z maku lekarskiego (Papaver somniferum). Heroina zaliczana jest do grupy depresantów podobnie jak morfina, w porównaniu do której w przypadku podania drogą dożylną wykazuje około 3–5-krotnie silniejsze lecz krótsze działanie przeciwbólowe. Jest silnym agonistą receptorów opioidowych μ, δ, κ, podobnie jak jej endogenne odpowiedniki – endorfiny. Dzięki grupom acetylowym heroina szybciej niż morfina przechodzi przez barierę krew-mózg. W mózgu jest enzymatycznie metabolizowana do aktywnych terapeutycznie metabolitów: 6-mono-acetylo-morfiny (6-MAM) i morfiny, stąd można spotkać się w stosunku do heroiny z określeniem proleku. 
Heroina to substancja psychoaktywna będąca bardzo silnym środkiem narkotycznym, stanowiąca używkę wywołującą euforię i błogą apatię, która prowadzi u osób używających jej nawykowo do rozwinięcia się uzależnienia psychicznego i fizycznego, a przyjmowana jest drogą dożylną albo drogą wziewną, w postaci tabaczki przyjmowanej donosowo lub poprzez wdychanie oparów podgrzewanej heroiny popularne w krajach azjatyckich (tzw. chasing the dragon). Zawartość czystej substancji w heroinie sprzedawanej na ulicy waha się od 2% do 98%. Analiza heroiny w porcjach sprzedawanych przez dilerów na ulicy (najczęściej 100 miligramowe torebki) przeprowadzona przez FDA w 2005 wykazała zawartość czystej substancji od 7,3 do 75%. Działki heroiny dostępnej nielegalnie (czarnorynkowej) zawierają domieszki przypadkowych zanieczyszczeń i określonych substancji dodawanych w celu zwiększenia zysku ze sprzedaży, które utrudniają wchłanianie przez błony śluzowe w przypadku wciągania przez nos i zarazem wpływają różnie na ostateczną barwę heroiny ulicznej (od białej aż do ciemnobrązowej), w zależności od jej kilku typowo występujących postaci, do których należą:
- brown sugar – tania, zanieczyszczona odmiana heroiny w postaci zbrylonego proszku lub grudek o kolorze od beżowego do szaro-brązowego;
- kompot – tania „polska heroina” wytwarzana ze słomy makowej;
- „czysta heroina” – droga, wysoko przetworzona substancja o kolorze białym, do lekko beżowego o dużej zawartości heroiny[11].

## Odkrycie i historyczne zastosowania
Heroina została otrzymana po raz pierwszy przez brytyjskiego chemika C.R. Aldera Wrighta w 1874 roku. Eksperymentował on z morfiną, łącząc ją z różnymi kwasami w laboratorium Medycznej Szkoły Szpitala St. Mary w Londynie. Podczas gotowania morfiny z bezwodnikiem octowym po kilku godzinach uzyskał diacetylową pochodną morfiny – diacetylomorfinę. Związek ten wysłał do F.M. Pierce’a z Owens College w Manchesterze do przebadania na zwierzętach. Substancja ta, podana w zastrzyku podskórnym młodym psom i królikom powodowała m.in. głęboką depresję, strach, senność, wrażliwość oczu, zwężone źrenice i znaczny ślinotok. Oddychanie było początkowo przyspieszone, a później opóźnione. Stwierdzono też spowolnioną i nieregularną pracę serca oraz wyraźny brak kontroli nad odruchami mięśniowymi. Doszło też do utraty władzy w tylnych łapach. Temperatura ciała spadła o około 4 stopnie.

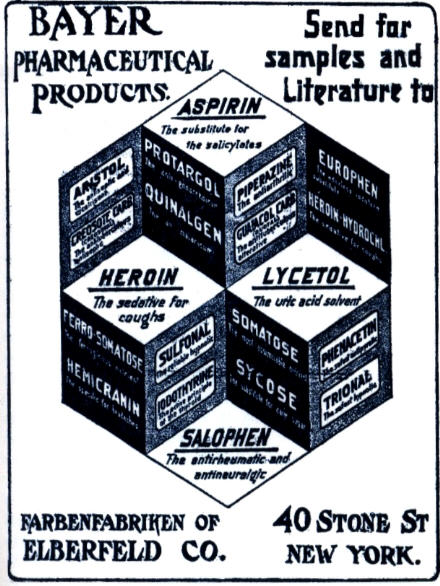
Reklama heroiny, aspiryny i lycetolu produkowanych przez firmę Bayer

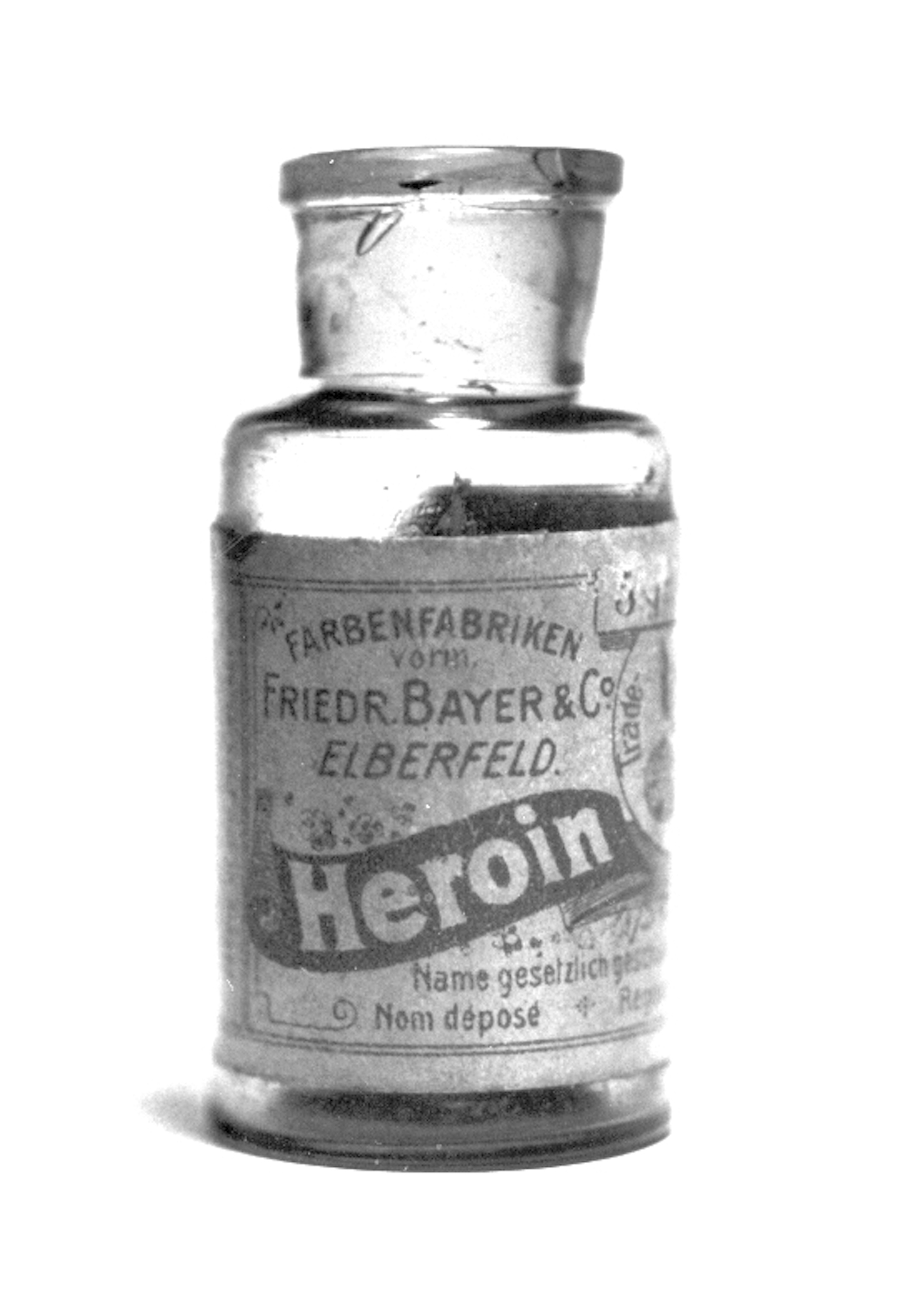
Flakonik z heroiną firmy Bayer

Heinrich Dreser, chemik i pracownik laboratorium farmakologicznego koncernu Bayer w Elberfeldzie, zainteresował się substancją odkrytą przez angielskiego chemika. Zauważył, że diacetylomorfina jest dużo silniejsza od morfiny i dostrzegł w niej olbrzymi potencjał komercyjny, albowiem już od dawna poszukiwano środka, który mógłby zastąpić uzależniającą morfinę w leczeniu bólu oraz kaszlu w schorzeniach układu oddechowego, które wówczas gnębiły ludzkość, czyli w gruźlicy i zapaleniu płuc. Po raz pierwszy w laboratorium firmy Bayer zsyntetyzowano heroinę w 1897. Dokonał tego Felix Hoffmann – odkrywca aspiryny oraz reakcji chemicznej pozwalającej produkować ją na skalę przemysłową, podwładny Dresera – w 14 dni po zsyntetyzowaniu kwasu acetylosalicylowego.
Sam Dreser twierdził, że diacetylomorfina była wynalazkiem firmy Bayer, a nie Aldera Wrighta. Dreser przetestował nową substancję na zwierzętach oraz współpracownikach i samym sobie, a wywołane jej zażyciem samopoczucie osoby te opisały używając określenia „heroiczne” (niem. heroisch), które zainspirowało następnie nazwę handlową Heroin, nadaną w listopadzie 1898 przy urzędowej rejestracji preparatów diacetylomorfiny wprowadzanych do obrotu przez koncern Bayer pod różnymi postaciami (pastylek, tabletek, soli rozpuszczalnych oraz eliksirów). Leki zawierające tę substancję czynną zostały entuzjastycznie przyjęte przez przedstawicieli świata medycyny: w 1899 roczna produkcja heroiny przez firmę Bayer wynosiła 1 tonę, a produkt eksportowany był do 23 krajów, zdobywając popularność szczególnie w USA, w postaci syropów przeciwkaszlowych. Podczas kongresu dla lekarzy Dreser opisał go jako dziesięciokrotnie efektywniejszego w zwalczaniu kaszlu niż preparaty kodeiny, a przy tym posiadającego zaledwie 1/10 jej działań ubocznych. Według Dresera miał to być „cudowny lek” („wonder drug”), nie tylko silniejszy w zwalczaniu bólu od morfiny, ale rzekomo także nieuzależniający i ogólnie bezpieczny. W 1900 roku pismo The Boston Medical and Surgical Journal napisał, że posiada on wiele zalet w porównaniu do morfiny, nie działa nasennie i nie ma obaw o powstanie uzależnienia. Dreser opublikował liczne artykuły na temat heroiny w czasopismach medycznych, rozpoczęto przeprowadzanie badań naukowych nad możliwością zastosowania heroiny w leczeniu astmy, zapalenia oskrzeli i gruźlicy. Koncern rozesłał tysiące próbek, z etykietką przedstawiającą lwa i globus, do lekarzy w Europie i Stanach Zjednoczonych.
Z czasem zaczęły pojawiać się coraz częściej także pierwsze głosy krytyczne. W 1902 francuscy i amerykańscy naukowcy zaczęli donosić o przypadkach uzależnienia – heroinizmu. Do szpitali w Nowym Jorku, Filadelfii i innych miast wschodniego wybrzeża USA zgłaszały się osoby uzależnione. Zanotowano również przypadki „rekreacyjnego stosowania heroiny”. Te osoby często sprzedawały metalowe odpady jako surowce wtórne, aby pokryć koszty nielegalnego zakupu heroiny. W języku pojawiło się określenie junkies. Bayer zaprzestał produkcji heroiny już w 1913, a w 1914 stosowanie heroiny nieprzepisanej przez lekarza zostało uznane w USA za sprzeczne z prawem. W 1919 sąd amerykański uznał przepisywanie przez lekarzy heroiny na receptę dla osób uzależnionych za nielegalne. W 1920 Stany Zjednoczone w Dangerous Drugs Act zabroniły jakiejkolwiek produkcji i stosowania heroiny, nawet w celach medycznych.

## Mechanizm działania i farmakokinetyka
Heroina i jej metabolity działają agonistycznie (pobudzająco) na receptory opioidowe mi, kappa i delta (μ, κ, δ), wywołując zniesienie czucia bólu, euforię, depresję ośrodkowego układu nerwowego, w tym ośrodka oddechowego oraz zwiotczenie mięśni. Heroina wykazuje następujące efekty działania na organizm ludzki:
- wpływa depresyjnie na ośrodkowy układ nerwowy, w szczególności na ośrodek oddechowy
- znosi odczuwanie bólu
- wywołuje euforię, senność, błogą apatię, wprowadza w błogostan i stan niewrażliwości na przykre doznania
- zwęża źrenice do wielkości główki szpilki
- spowalnia perystaltykę żołądka i jelit
- kurczy zwieracze
- działa antydiuretycznie[6].

Depresyjne działanie heroiny na ośrodek oddechowy związane jest z osłabieniem reagowania na zmiany stężenia CO2 i niedotlenienie. Dzięki dwóm grupom acetylowym heroina wykazuje silne właściwości lipofilne, które sprawiają, że szybko przenika przez barierę krew-mózg (w ciągu 15-20 sekund), osiągając wysokie stężenie w ośrodkowym układzie nerwowym. Siła i czas działania heroiny zależą od drogi jej podania do organizmu. W przypadku iniekcji dożylnej efekt pojawia się po upływie 1-2 minut, osiągając szczyt po 10 minutach, a działanie przeciwbólowe utrzymuje się około 3-5 godzin. Uczucie euforii (rush, flash), które prawie natychmiast towarzyszy dożylnemu podaniu heroiny, trwa zaledwie jedną do kilku minut, po czym następuje okres sedacji, który trwa około godziny. Okres półtrwania heroiny wynosi 15-30 minut, według innych źródeł 1,3-7,8 min.
W organizmie heroina ulega pod wpływem esteraz szybkiemu metabolizowaniu do 6-mono-acetylo-morfiny (6-MAM). Proces ten ma miejsce w wątrobie, mózgu, sercu i nerkach. Maksymalne stężenie 6-MAM jest mierzone już po upływie 0,7-2,7 min od dożylnego wstrzyknięcia heroiny. Temu silnie lipofilnemu metabolitowi heroiny, o dłuższym okresie półtrwania (do 54 minut), przypisuje się bardzo duże powinowactwo do receptora oraz odpowiedzialność za wszystkie natychmiastowe efekty heroiny. Następnie 6-MAM ulega przemianie do morfiny, która ma jeszcze dłuższy okres półtrwania, wynoszący 2-3 godzin. Maksymalne stężenie morfiny jako metabolitu jest osiągane po upływie 3,6-8 minut od podania heroiny. Powstała z heroiny morfina ulega w wątrobie związaniu z kwasem glukuronowym (głównie w pozycji 3 i w mniejszym stopniu w pozycji 6) i w postaci rozpuszczalnych glukuronianów (55%) zostaje wydalona przez nerki wraz z moczem, a tylko w małym stopniu z żółcią. W moczu obecna jest także wolna morfina (10%) oraz niewielka ilość 6-MAM (1,5%). 6-MAM jest metabolitem specyficznym jedynie dla heroiny, pozwalającym na odróżnienie jej od innych opioidów w badaniu moczu narkomanów. Obecność w moczu 6-MAM świadczy o stosowaniu heroiny lub 6-MAM przez pacjenta. 6-MAM można wykryć w moczu do 24 godzin po użyciu heroiny. Do innych metabolitów heroiny zidentyfikowanych w niewielkich ilościach w ludzkim moczu należą: glukuronian normorfiny, kodeina, dwuglukuronian morfiny i eterosiarczan morfiny. Normorfina powstaje poprzez N – demetylację morfiny przy udziale cytochromu P450. Także sprzężenie morfiny z kwasem glukuronowym w pozycji 6 ma silne działanie przeciwbólowe, lecz z trudem przechodzi przez barierę krew-mózg.
Można też spotkać się z poglądem, że sama heroina nie działa bezpośrednio na receptor opioidowy, lecz jest prekursorem morfiny, szybko przenikającym przez barierę krew-mózg, znacznie szybciej od morfiny. Dopiero morfina uwolniona w mózgu podczas metabolizowania heroiny odpowiadałaby za efekty działania w ośrodkowym układzie nerwowym.
Heroina, w porównaniu do morfiny, charakteryzuje się szybszym i silniejszym działaniem farmakodynamicznym, ale cząsteczka heroiny wykazuje mniejsze powinowactwo do receptora opioidowego niż jej metabolity: 6-MAM, morfina i glukuronian morfiny (M6G). Również z tego powodu często uważa się, że heroina należy do grupy proleków i jej efekty działania są głównie konsekwencją działania metabolitów. W osoczu proces hydrolizowania heroiny do 6-MAM, a następnie do morfiny, przebiega bardzo szybko. Po podaniu dożylnym stężenie heroiny w osoczu bardzo szybko zmniejsza się i już po upływie około 10-40 minut staje się niemożliwe do laboratoryjnego oznaczenia. Heroina ulega całkowitemu zmetabolizowaniu, zanim ulegnie wydaleniu z organizmu – w moczu są obecne jedynie jej metabolity.
Dawki stosowane przez osoby uzależnione są bardzo zindywidualizowane i zależą m.in. od stopnia tolerancji, która w przypadku heroiny rozwija się bardzo szybko, regularności wstrzykiwań, czasu uzależnienia oraz zawartości czystej heroiny w proszku sprzedawanym na ulicy. Podane dane liczbowe służą jedynie do zilustrowania zjawiska tolerancji i nie należy się nimi sugerować w innych celach. Każdy człowiek reaguje inaczej na tę samą dawkę narkotyku. Dawka bezpieczna dla jednej osoby może okazać się śmiertelna dla innej osoby. Dawki stosowane przez osoby mocno uzależnione od heroiny są śmiertelne dla osób nieuzależnionych od tej substancji oraz dla osób uzależnionych w mniejszym stopniu.

## Status prawny
Heroina objęta jest Jednolitą konwencją o środkach odurzających z 1961 roku (wykazy I i IV). W Polsce jest na wykazach I-N i IV-N wykazu środków odurzających i substancji psychotropowych wydanego na podstawie Ustawy o przeciwdziałaniu narkomanii.

## Obrót apteczny i weterynaryjny oraz lecznictwo

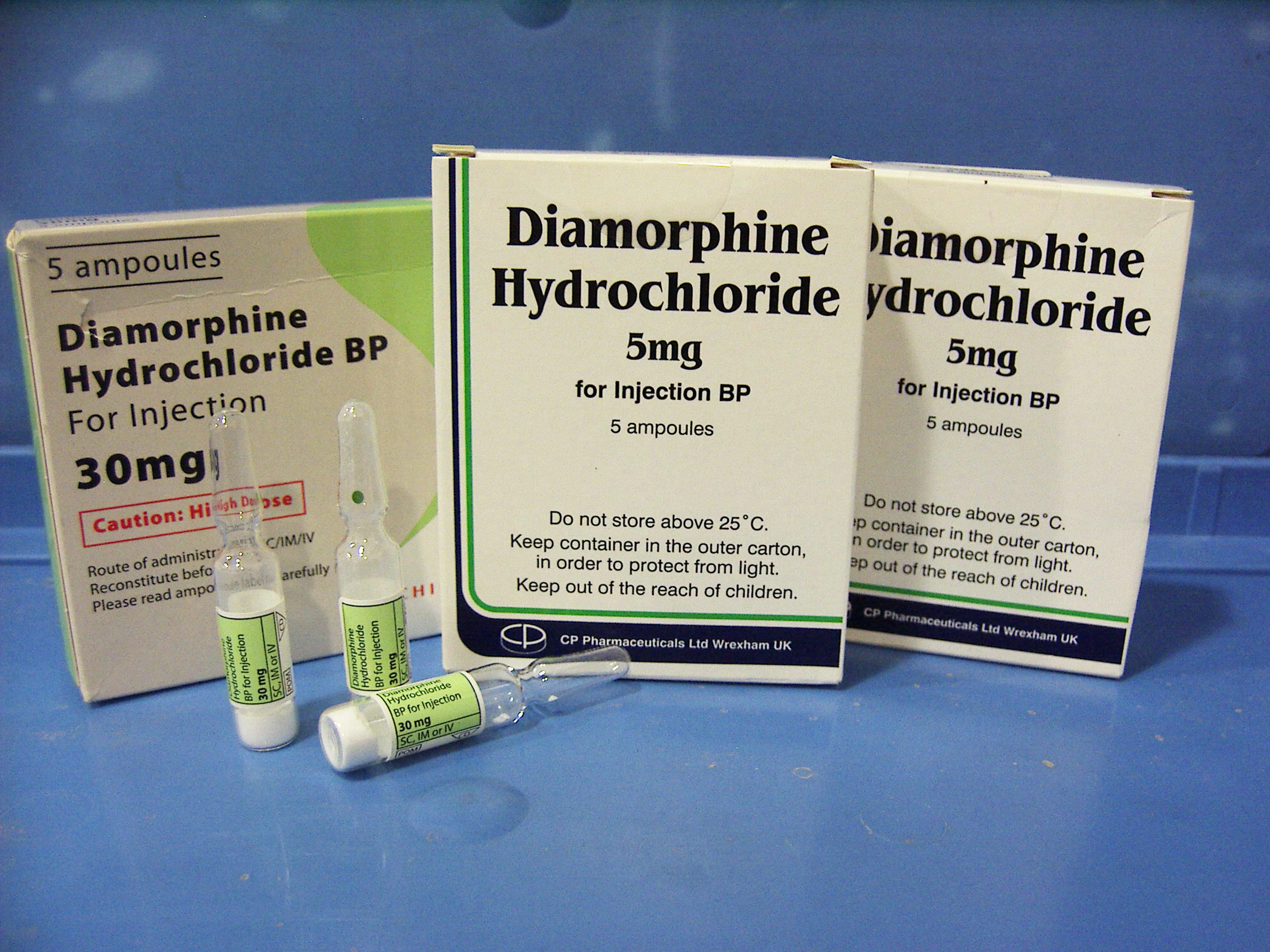
Opakowanie z ampułkami heroiny, dozwolonej w lecznictwie w Wielkiej Brytanii

Ryzyko rozwinięcia uzależnienia w przypadku stosowania heroiny jest bardzo wysokie w porównaniu do innych pochodnych alkaloidów opium. Korzyści lecznicze wynikające z działania analgetycznego u większości pacjentów nie przewyższają korzyści innych, o wiele bezpieczniejszych związków z tej grupy terapeutycznej, np. fentanylu i jego pochodnych oraz soli morfiny. W Wielkiej Brytanii leki z heroiną (diamorfiną) w postaci chlorowodorku, wpisane są do urzędowego rejestru leków dopuszczonych do obrotu we wskazaniach obejmujących leczenie ostrego bólu pooperacyjnego i przewlekłego bólu u pacjentów z chorobami terminalnymi oraz uśmierzanie duszności w obrzęku płuc, natomiast w Szwajcarii i Królestwie Niderlandów leki zawierające heroinę (diacetylomorfinę) dopuszczone są do obrotu w postaciach chlorowodorku do iniekcji oraz zasady do wdychania oparów i stosowane są w leczeniu osób silnie od niej uzależnionych, nie odpowiadających na terapię zastępczą metadonem albo nietolerujących jej. W czerwcu 2009 została wpisana na listę leków na terenie Niemiec, na bardzo surowych zasadach i w ściśle określonych przypadkach, m.in. przepisujący ją lekarz musi być wykwalifikowanym terapeutą uzależnień, a pacjent mieć co najmniej 23 lata, być uzależnionym od opiatów od co najmniej pięciu lat i mieć za sobą co najmniej dwie udokumentowane, nieudane terapie. W grudniu 2006 heroina została zarejestrowana jako lek do leczenia osób uzależnionych od heroiny w Holandii. Podawanie heroiny (w postaci iniekcji lub inhalacji) może mieć miejsce wyłącznie w specjalnych centrach i pod ścisłym nadzorem medycznym. Dotyczy osób, które nie zareagowały na inne formy terapii, są długotrwale uzależnione i zmuszone do codziennego przyjmowania heroiny. W Polsce heroina nie jest stosowana w lecznictwie.

## Toksykologia

### Ostre zatrucie
Przedawkowanie heroiny, do którego może dojść w wyniku zastosowania zbyt dużej dawki naraz, tej samej dawki po okresie przerwy lub wyjątkowo silnie działającej, tzn. dobrze oczyszczonej z zanieczyszczeń heroiny, a także pęknięcia w przewodzie pokarmowym torebki połkniętej przez przemytnika (body packer, body stuffer), objawia się między innymi spowolnieniem pracy serca, zaburzeniami oddychania i utratą przytomności. W przypadkach ciężkich zatruć heroiną można ostrożnie stosować nalokson jako odtrutkę. Przyczyną śmierci jest najczęściej depresja ośrodka oddechowego w mózgu.

### Uzależnienie
Heroina jest substancją silnie uzależniającą, wykazującą pewne różnice farmakokinetyczne i kliniczne w porównaniu do morfiny.
Heroina odznacza się silniejszym, lecz krótszym działaniem przeciwbólowym i przeciwkaszlowym niż morfina. Charakteryzuje się bardziej intensywnym wpływem na ośrodkowy układ nerwowy – odurzenie heroiną wywołuje błogostan, ogólne poczucie, że „zło zniknęło”. Efekty działania pojawiają się szybciej niż po przyjęciu morfiny, albowiem dzięki obecności grup acetylowych w cząsteczce posiada charakter bardziej lipofilny, jest lepiej rozpuszczalna w tłuszczach, a tym samym łatwiej przenika przez barierę krew-mózg. Heroina wstrzyknięta dożylnie zaczyna działać po upływie kilkunastu sekund od podania i działa przez około 6 do 8 godzin (według innych źródeł 4–5 godzin), po czym pojawiają się pierwsze objawy zespołu abstynencyjnego (symptomy grypopodobne) i chęć ponownego jej przyjęcia. Heroina w mniejszym stopniu niż morfina powoduje występowanie nudności i wymiotów oraz większym stopniu prowadzi do uspokojenia.
Uzależnienie od heroiny określa się mianem heroinizmu. Nawet pierwsza dawka może prowadzić do pojawienia się uzależnienia psychicznego, czyli niemożliwej do opanowania chęci ponownego zażycia, u osób predysponowanych. Uzależnienie psychiczne potęguje się wraz ze stosowaniem kolejnych dawek heroiny, szybko dochodzi również do wytworzenia w organizmie uzależnienia fizjologicznego. Postępujący rozwój tolerancji organizmu na heroinę zmusza uzależnionego do zwiększania dawek w celu osiągnięcia pożądanego efektu. Jednorazowa dawka dożylna nowicjusza wynosi w przybliżeniu 5–10 mg substancji, podczas gdy silnie uzależniona od heroiny osoba wstrzykuje dożylnie średnio 20–40 mg (maks. 60 mg), czyli przyjmuje około 300 do 500 mg heroiny na dobę. Heroina szybko i dobrze wchłania się przez błonę śluzową nosa oraz pęcherzyki płucne, omijając jednocześnie zjawisko efektu pierwszego przejścia i po upływie 2 – 5 minut osiąga maksymalne stężenie. Okres półtrwania heroiny w przypadku podania dożylnego, do nosa oraz inhalacji nie wykazuje znaczących odchyleń, w przeciwieństwie do biodostępności. Wciąganie przez nos oraz wdychanie oparów podgrzewanej heroiny prowadzi do pojawienia się stanu intensywnej przyjemności. Rush (flash) nie występuje, gdy heroina zostanie podana doustnie lub doodbytniczo, notuje się jedynie łagodne uczucie euforii, zaś w osoczu nie stwierdza obecności heroiny i 6-MAM.

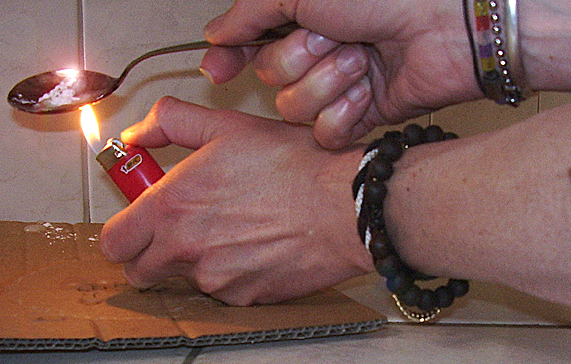
Podgrzewanie heroiny przed iniekcją. Zwróć uwagę na sine zabarwienie palców zażywającego

Szybkość i siła uzależnienia się jednostki od narkotyku, w tym heroiny, wydają się być w dużym stopniu zindywidualizowane i zależne od sytuacji życiowej (psychiczno-socjalnej) oraz przyczyny, która skłoniła daną osobę do sięgnięcia po narkotyk. Osoby znajdujące się w trudnej sytuacji uczuciowej, rodzinnej lub zawodowej, dla których narkotyk jest próbą ucieczki od rzeczywistości i zapomnienia przykrych doznań, uzależniają się szybciej. Uzależniona osoba stara się za wszelką cenę zdobyć narkotyk bez względu na obowiązujące normy moralne i prawne (use or die mentality). Heroinizm prowadzi do psychicznej i socjalnej degeneracji człowieka uzależnionego. Osoba uzależniona jest skupiona wyłącznie na zdobyciu heroiny, przestaje dbać o wygląd, higienę, zdrowie i inne sprawy wymagające poświęcenia czasu, koncentracji oraz bycia w stanie trzeźwości umysłowej.
Osoby, które były w przeszłości uzależnione od heroiny (ex-narkomani) powinny zwrócić uwagę na istnienie prawdopodobieństwa powrotu do nałogu po zastosowaniu opioidowych leków przeciwbólowych. Taka sytuacja może zaistnieć na przykład podczas wykonywania zabiegów chirurgicznych oraz stomatologicznych. Wielokrotność podania, duży stopień podobieństwa mechanizmu działania oraz drogi wprowadzenia leku do ustroju wyraźnie zwiększają ryzyko. Badania naukowe na zwierzętach dowodzą występowania zmian w metabolizmie tkanki mózgowej spowodowanej uzależnieniem od narkotyku. Mózg ex-narkomana wykazuje przez długi czas, a nawet przez całe życie pacjenta nadwrażliwość (sensybilizacja) na dany narkotyk. Efekt ten jest spowodowany zwiększonym wydzielaniem neuroprzekaźnika dopaminy w nucleus accumbens, części mózgu związanej z motywacją i nagradzaniem, pod wpływem środków uzależniających takich jak: amfetamina, kokaina, heroina, marihuana i alkohol, przy czym należy zaznaczyć, że każda z wymienionych substancji wykazuje inny molekularny mechanizm działania. Długotrwała możliwość powrotu do uzależnienia utrudnia pozostawanie w stanie wolnym od stosowania narkotyku (clean), który nie jest jednoznaczny ze stanem oczyszczenia organizmu z narkotyku.

### Zespół odstawienny
Odstawienie heroiny w przypadku uzależnienia fizycznego powoduje wystąpienie reakcji abstynencyjnej, która objawia się: wymiotami, drżeniem mięśni, biegunką, bólem kości porównywanym do „łamania”, zapaścią i może nawet zakończyć się śmiercią.

### Inne przewlekłe następstwa neuropsychiatryczne
Zaobserwowano, że stosowanie heroiny, a także innych narkotyków, w tym tych określanych mianem soft drugs, przez młode osoby, wyraźnie zwiększa ryzyko pojawienia się zaburzeń psychicznych i psychozy, które najprawdopodobniej nigdy nie ujawniłyby się i pozostały w formie ukrytej. Szczególną uwagę na ten fakt powinny zwrócić osoby mające w rodzinie przypadki chorych na wyżej wymienione schorzenia, ze względu na istniejące obciążenie genetyczne.

### Wpływ na ciążę i połóg
Na temat szkodliwości heroiny na powstawanie i dojrzewanie komórek rozrodczych męskich i żeńskich nie ma zbyt wielu dostępnych informacji, natomiast wpływ heroiny na przebieg ciąży i połogu oraz na płód i noworodka jest dobrze udokumentowany.
Do negatywnych efektów wywołanych stosowaniem heroiny podczas ciąży należą: poronienie, oddzielenie łożyska, obumarcie płodu, zaburzenia oddychania i wady wrodzone, zakażenia oraz opóźnienie w rozwoju i wzroście płodu. Noworodki matek uzależnionych od heroiny mają mniejszą masę ciała i wzrost oraz są bardziej narażone na nagłą śmierć podczas snu.
Natychmiast po porodzie lub do kilku dni po nim dochodzi do uwidocznienia zespołu abstynencyjnego u noworodka, który charakteryzuje się między innymi następującymi objawami: nadpobudliwością, ciągłym, przeraźliwym płaczem, napięciem mięśniowym, poceniem się, drżeniem, zaburzeniami w oddychaniu, zakłóconym snem, nieprawidłowym ssaniem i połykaniem, kichaniem oraz występowaniem wymiotów, biegunek i konwulsji. Zespół abstynencyjny u noworodka może trwać od kilku dni do kilku miesięcy. Dzieci takie mają później w wieku szkolnym częściej problemy w nauce i zachowaniu niż ich rówieśnicy.
Nagłe zaprzestanie stosowania heroiny przez kobietę w ciąży jest niebezpieczne dla płodu, szczególnie w pierwszych 3 i ostatnich 3 miesiącach ciąży. Grozi poronieniem lub przedwczesnym urodzeniem. Odstawienie heroiny i przejście na terapię metadonem musi odbywać się pod ścisłą kontrolą lekarską. Wykonanie zastrzyku z heroiny na krótko przed porodem jest szczególnie niebezpieczne ze względu na ryzyko wystąpienia niedotlenienia noworodka. Kobietom uzależnionym od heroiny odradza się karmienie piersią, albowiem heroina przenika do mleka matki.

### Wtórne choroby i zaburzenia somatyczne
Dożylne wstrzykiwanie pokątnie wyprodukowanej heroiny może ze względu na obecność nierozpuszczalnych w wodzie zanieczyszczeń, które pozostały tam po procesie produkcji, a często niewidocznych gołym okiem, prowadzić do mechanicznego uszkodzenia ściany naczyń krwionośnych i prowadzić do zatoru i stanu zapalnego żył. Brak zachowania wymogów sterylności i obecność ciał gorączkotwórczych mogą wywoływać owrzodzenia, gorączkę, a nawet wstrząs septyczny. Częste wkłuwanie w żyłę pozostawia blizny. Nieprzestrzeganie zasad higieny, niestosowanie igieł jednorazowego użytku oraz pożyczanie materiałów potrzebnych do iniekcji, w tym igieł i strzykawek może stać się źródłem zakażenia wirusami, takimi jak HIV i wirusami zapalenia wątroby typu B i C. Działając bardzo silnie przeciwbólowo heroina może maskować rozwój choroby w organizmie, która może zostać zauważona dopiero w daleko zaawansowanym stadium.
Heroina powoduje również zaburzenia w cyklu menstruacyjnym, aż do zaniku miesiączki włącznie.

### Interakcje toksyczne
Jednoczesne stosowanie heroiny i legalnych leków przepisanych przez lekarza lub dostępnych w aptece bez recepty, daje możliwość wystąpienia groźnych dla życia interakcji chemicznych. Spożyty alkohol dodatkowo wzmaga działania niepożądane narkotyków i leków. Dotychczas zanotowano następujące interakcje:
- blokowanie in vitro unieczynniania heroiny przez kokainę
- opóźnienie rozkładu 6-MAM oraz sprzęgania z kwasem glukuronowym spowodowane spożyciem alkoholu, prowadzące do wzrostu toksyczności i wystąpienia objawów przedawkowania heroiny
- ostrożność zleca się w przypadku jednoczesnego podawania m.in. benzodiazepin, chloramfenikolu, trójcyklicznych leków przeciwdepresyjnych, zydowudyny, ranitydyny, probenecydu
- możliwość wystąpienia ostrych objawów zespołu abstynencyjnego w przypadku przedawkowania naloksonu jako odtrutki[6].

Heroina jest często stosowana razem z innymi środkami, np. kokainą lub alkoholem. Takie kombinacje obarczone są dodatkowym ryzykiem dla zdrowia oraz możliwością przedawkowania i zgonu.
Porównanie cech charakterystycznych uzależnienia od heroiny i alkoholu etylowego.
|                                       | Heroina | Alkohol |
| ------------------------------------- | --- | --- |
| Uzależnienie                          | Psychiczne i fizyczne; pojawia się bardzo szybko i jest bardzo silne | Psychiczne i fizyczne; bardzo silne w przypadku intensywnego picia alkoholu; w przypadku konsumpcji w celach towarzyskich występuje zależność psychiczna średniego stopnia |
| Rozwój tolerancji                     | tak, bardzo szybko; plus już po 2 – 3 tygodniach stosowania pojawiają się objawy abstynencyjne, które są za każdym razem silniejsze i znikają po ponownym przyjęciu heroiny; uzależniony robi wszystko (nawet kradnie), aby pozyskać nową dawkę | tak |
| Efekty krótkoterminowe                | Zmniejszenie odczuwania bólu i lęku, krótkotrwała euforia, zobojętnienie emocjonalne, zaparcie, zmniejszony popęd seksualny | Odhamowanie, znieczulenie, wpływ na szybkość reagowania i zdolności do (samo)oceny, sentymentalność, agresja, przecenianie własnych możliwości, zobojętnienie (efekt zależy od jednostki), zaburzenie motoryki (trudności z prostym chodzeniem), zaburzenia mowy (niewyraźnie i bez sensu) |
| Następstwa długotrwałego uzależnienia | Zobojętnienie; konieczność stosowania, aby uniknąć złego samopoczucia (objawy grypopodobne); możliwość przeoczenia bycia w ciąży ze względu na nieregularne lub zatrzymane miesiączkowanie przy zachowanej możliwości zajścia w ciążę | Poważne uszkodzenia wątroby, mózgu, serca i żołądka |
| Inne ważne uwagi                      | Niedożywienie i zaniedbanie prowadzą do zwiększonego ryzyka zachorowania i cięższego przebiegu chorób infekcyjnych; używanie brudnych igieł i strzykawek może prowadzić do przeniesienia chorób tj. wirusowe zapalenie wątroby typu B i C, zakażenie HIV itp.; możliwość śmierci w wyniku przedawkowania; większe ryzyko przedwczesnego zejścia śmiertelnego, związane z AIDS, marskością wątroby, rakiem, problemami z układem oddechowym, chorobami serca i naczyń (np. zapadnięcie żył, zapalenie osierdzia lub zastawek), samobójstwami, wypadkami, pobiciem | Niebezpieczne interakcje z innymi środkami, np. tabletkami nasennymi i opioidami; możliwość śmierci w wyniku przedawkowania, wypadku (szczególnie podczas prowadzenia samochodu) |